# Aron Winter
Aron Mohamed Winter, född 1 mars 1967 i Paramaribo, Surinam, nederländsk fotbollsspelare. Han är numera tränare för Nederländernas U19-herrlandslag.
Aron Winter var en mångsidig spelade som kunde spela på alla positioner på mittfältet och i försvaret. Han började spela fotboll i SV Lelystad, innan han i april 1986 gjorde professionell debut för Ajax. Med Ajax vann han Cupvinnarcupen 1987 samt holländska ligan 1990. I Cupvinnarcupen 1987 gjorde han bland annat ett mål i kvartsfinalen mot Malmö FF. 1992 flyttade han till Italien, där han kom att spela i Lazio (1992–1996) och Inter (1996–1999). Med Inter var han med om att besegra just Lazio med 3–0 i UEFA-cupfinalen 1998. Efter sju säsonger i Italien flyttade han 1999 tillbaka till Ajax. Han var utlånad till Sparta Rotterdam säsongen 2001/02, men kom tillbaka till Amsterdamklubben, och spelade sin sista match i Champions League-mötet med Rosenborg i oktober 2002.
På landslagsnivå spelade Aron Winter 84 landskamper (6 mål) för Nederländerna. Han gjorde landslagsdebut i en EM-kvalmatch mot Grekland i mars 1987 och spelade sin sista landskamp mot Italien i EM 2000. Han var även med i EM 1988 (spelade inga matcher), 1992 och 1996 samt VM 1990, 1994 och 1998.